# 萧宝晊
萧宝晊（5世紀—502年2月25日），南朝齐安陆昭王萧缅长子，妻劉悛女。
永明九年（491年），安陆侯萧缅去世，萧宝晊袭爵。建武元年（494年），齐明帝萧鸾篡位，追封萧缅为安陆王，食邑二千户，任命萧宝晊为持节、督湘州军事、辅国将军、湘州刺史，袭封安陆王。建武二年（495年），进号冠军将军，以長史劉繪代理治州。永元元年（499年），因安陆郡靠近北魏，改封为湘东王，进号征虏将军。永元二年（500年），进号左卫将军。
中兴元年（501年），萧衍携齐和帝萧宝融攻入建康，荒淫残暴的废帝萧宝卷被杀。萧宝晊有些爱好文章，以为自己可以继位为帝。宣德太后临朝后，以萧宝晊为太常。萧宝晊感到不安，遂谋反。中兴二年二月壬戌（502年2月25日），萧宝晊与弟弟始安王萧宝览、宵城公萧宝宏一并被萧衍诛杀。